# Клинцівська сільська рада
| Клинцівська сільська рада — колишній орган місцевого самоврядування у Кропивницькому районі Кіровоградської області з адміністративним центром у с. Клинці. Сільській раді були підпорядковані населені пункти: - с. Клинці |

## Склад ради
Рада складалася з 14 депутатів та голови.

### Керівний склад ради
| ПІБ                          | Основні відомості                                                 | Дата обрання | Дата звільнення |
| ---------------------------- | ----------------------------------------------------------------- | ------------ | --------------- |
| Віконський Василь Васильович | Сільський голова, 1946 року народження, освіта, безпартійний      | 26.03.2006   | 31.10.2010      |
| Віконський Василь Васильович | Сільський голова, 1946 року народження, освіта вища, безпартійний | 31.10.2010   |                 |

Примітка: таблиця складена за даними джерела

## Населення
Згідно з переписом УРСР 1989 року чисельність наявного населення сільської ради становила 911 осіб, з яких 384 чоловіки та 527 жінок.
За переписом населення України 2001 року в сільській раді мешкала 861 особа.

### Мова
Розподіл населення за рідною мовою за даними перепису 2001 року:
| Мова       | Відсоток |
| ---------- | -------- |
| російська  | 65,48 %  |
| українська | 33,45 %  |
| молдовська | 0,48 %   |
| інші       | 0,59 %   |